# Кисалица (Муреш)
Кисалица (рум. Chisălița) насеље је у Румунији у округу Муреш у општини Икланзел. Oпштина се налази на надморској висини од 376 m.

## Становништво
Према подацима из 2002. године у насељу је живело 12 становника, од којих су сви румунске националности.